# Yueliang Hu
Yueliang Hu (kinesiska: 月亮湖) är en sjö i Kina. Den ligger i provinsen Qinghai, i den nordvästra delen av landet, omkring 1 000 kilometer väster om provinshuvudstaden Xining. Yueliang Hu ligger 4 908 meter över havet. Arean är 21,2 kvadratkilometer. Trakten runt Yueliang Hu består i huvudsak av gräsmarker. Den sträcker sig 4,5 kilometer i nord-sydlig riktning, och 10,2 kilometer i öst-västlig riktning.
Genomsnittlig årsnederbörd är 242 millimeter. Den regnigaste månaden är juli, med i genomsnitt 50 mm nederbörd, och den torraste är december, med 2 mm nederbörd.